# Sutiles diferencias
Sutiles diferencias fue un programa especial (que consta de un único envío) de la Fundación Huésped por el Día Mundial de la Lucha contra el Sida, con el fin de ayudar a reflexionar sobre los prejuicios y la discriminación alrededor del VIH/sida.  
Está protagonizado por Gabriel Goity y Araceli González. Con las participaciones especiales de Carlos Portaluppi, Alicia Zanca y Martín Slipak. Además formaron parte del programa los actores y actrices: Diego Ramos, Paula Sartor, Nicolás Condito, Christian Sancho y Cristina Fridman.

## Sinopsis
Hernán (Puma Goity) dueño de una mueblería, casado con Mariela (Araceli González) y tienen dos hijos: Baltasar (Nicolás Condito) y Lucía (Paula Sartor). Un día, manejando su auto, choca con Gabriel (Martín Slipak), un joven que vive con el virus, al que termina integrando a su familia, lo que les lleva a un enfrentar un verdadero desafío. Por otro lado está Alex (Christian Sancho), un joven que vuelve de España viviendo con VIH y que decide instalarse en el país. Su madre Analía (Alicia Zanca) deberá derribar sus prejuicios al sufrir con la nueva realidad de su hijo, a pesar de ella misma estar empapada con la temática por ser enfermera.
Este es el quinto unitario que El Trece emite por el Día Mundial de la Lucha contra el Sida, con el fin de ayudar a reflexionar sobre los prejuicios y la discriminación alrededor del VIH/sida. Entre los años 2002 y 2005, la emisora brindó espacio al “backstage” del Calendario de Fundación Huésped realizado por la fotógrafa Gaby Herbstein, del que participaron reconocidos personajes de la cultura y el espectáculo argentinos. En 2006, El Trece y Fundación Huésped fueron pioneros en exhibir, por primera vez en la televisión abierta local, un programa de ficción dedicado exclusivamente al VIH/sida, "Hoy me desperté", dirigido por Bruno Stagnaro y Darío Lanis. En 2007, el unitario se llamó “Reparaciones” y fue protagonizado por Pablo Echarri y Érica Rivas. En 2008 fue el turno de “Oportunidades”, dirigido por Daniel Barone y protanizado por Celeste Cid y Damián De Santo.  En 2009 se emitió “Revelaciones”, con Diego Peretti y Andrea Pietra.

## Elenco
- Gabriel Goity - Hernán
- Araceli González - Mariela
- Martín Slipak - Gabriel
- Alicia Zanca - Analía
- Nicolás Condito - Baltasar
- Paula Sartor - Lucía
- Christian Sancho - Alex
- Cristina Fridman - Cora
- Carlos Portaluppi - Franco
- Diego Ramos - Doctor

## Ficha técnica
- Dirección artística y guion: Marcelo Camaño y Marisa Quiroga
- Producción General: Deborah Cosovschi
- Dirección: Alberto Lecchi
- Producción ejecutiva: Gustavo Neistat
- Dirección de Fotografía: Federico Rivares
- Dirección de Arte: Julieta Freid
- Producción: Victoria Ojea, Daniel Levin y Daniela Presaisen
- Asistente de dirección: Martín Desalvo
- Cortina musical de: Vicentico